# Lou Marini
Lou "Blue Lou" Marini junior (ur. 13 maja 1945 w Navarre w Ohio), amerykański saksofonista, kompozytor i aranżer.

## Kariera
Lou Marini ukończył szkołę średnią Fairless w Navarre w Ohio. Jego ojciec (Lou Marini senior) był twórcą hymnu tej szkoły. Lou uczęszczał do Uniwersytetu Północnego Teksasu, gdzie grał w One O'Clock Lab Band (uczelniany big band). Po ukończeniu studiów rozpoczął profesjonalną karierę muzyczną i został członkiem grupy Blood, Sweat & Tears. W latach 1975–1983 był członkiem grupy grającej w programie Saturday Night Live. Marini zagrał w filmach "The Blues Brothers" (1980) oraz w "Blues Brothers 2000" (1998). Lou Marini współpracował m.in. z Frankiem Zappą, Dionne Warwick, Maureen McGovern, Eumirem Deodato, Jamesem Taylorem, Buddym Richem oraz z zespołami Steely Dan i Aerosmith. Marini przez większość swojej profesjonalnej kariery muzycznej współpracował z innymi muzykami. Jako główna postać wystąpił na swojej płycie "Lou's Blues" wydanej w 2003 roku. Przy jej tworzeniu współpracował z Rayem Reachem oraz Magic City Jazz Orchestra.